# Uttar Kamakhyaguri
Uttar Kamakhyaguri là một thị trấn thống kê (census town) của quận Jalpaiguri thuộc bang Tây Bengal, Ấn Độ.

## Nhân khẩu
Theo điều tra dân số năm 2001 của Ấn Độ, Uttar Kamakhyaguri có dân số 10.544 người. Phái nam chiếm 51% tổng số dân và phái nữ chiếm 49%. Uttar Kamakhyaguri có tỷ lệ 78% biết đọc biết viết, cao hơn tỷ lệ trung bình toàn quốc là 59,5%: tỷ lệ cho phái nam là 82%, và tỷ lệ cho phái nữ là 73%. Tại Uttar Kamakhyaguri, 11% dân số nhỏ hơn 6 tuổi.